# Phyllodactylus galapagensis
Espèce
Synonymes
- Phyllodactylus galapagensis duncanensis Van Denburgh, 1912

Statut de conservation UICN

 NT  : Quasi menacé
Phyllodactylus galapagensis est une espèce de geckos de la famille des Phyllodactylidae.

## Répartition
Cette espèce est endémique des îles Galápagos.

## Liste des sous-espèces
Selon The Reptile Database (13 février 2013) :
- Phyllodactylus galapagensis daphnensis Van Denburgh, 1912
- Phyllodactylus galapagensis maresi Lanza, 1973
- Phyllodactylus galapagensis olschkii Lanza, 1973
- Phyllodactylus galapagensis galapagensis Peters, 1869

## Étymologie
Son nom d'espèce, composé de galapag et du suffixe latin -ensis, « qui vit dans, qui habite », lui a été donné en référence au lieu de sa découverte, les îles Galápagos. La sous-espèce daphnensis, composé de daphn et du suffixe latin -ensis, « qui vit dans, qui habite », lui a été donné en référence au lieu de sa découverte, l'île Daphne.

## Publications originales
- Lanza, 1973 : On some Phyllodactylus from the Galapagos Islands (Reptilia Gekkonidae). Publicato a Cura del Museo Zoologico dell’Università di Firenze, p. 1-25.
- Peters, 1870 "1869" : Über eine neue Eidechsenart, Phyllodactylus galapagensis, von den Galapagos-Inseln. Monatsberichte der Königlichen Preussische Akademie des Wissenschaften zu Berlin, vol. 1869, p. 719-720 (texte intégral).
- Van Denburgh, 1912 : Expedition of the California Academy of Sciences to the Galapagos Islands, 1905-1906. VI. The geckos of the Galapagos Archipelago. Proceedings of the California Academy of Sciences, ser. 4, vol. 1, p. 405-430 (texte intégral).